# Девід Гарві (футболіст)
Девід Гарві (англ. David Harvey; нар. 7 лютого 1948, Лідс) — шотландський футболіст, що грав на позиції воротаря.
Виступав, зокрема, за клуб «Лідс Юнайтед», з яким став дворазовим чемпіоном Англії, володарем Кубка Англії, Кубка англійської ліги та Суперкубка Англії, а також дворазовим володарем Кубка ярмарків. Також грав за національну збірну Шотландії, з якою був учасником чемпіонату світу 1974 року.

## Клубна кар'єра
Вихованець «Лідс Юнайтед» з рідного міста. У 1965 році він підписав свій перший професійний контракт з клубом, але був лише запасним воротарем до 1972 року, в той час коли «Лідс» виграв Кубок Ліги та Кубок ярмарків у 1968 році, чемпіонат Англії у 1969 році та Кубок ярмарків у 1971 році.
З сезону 1972/73 Гарві став основним воротарем «Лідс Юнайтед», зігравши того сезону 63 гри, включаючи в фіналі Кубка Англії і фінал Кубка володарів кубків, програвши обидва. Наступний сезон «Лідс» розпочав з 29 матчів без поразок, в підсумку вигравши чемпіонат, завдяки чому Гарві таки отримав золоту медаль, на яку він не мав права п'ять сезонів раніше, оскільки не провів тоді достатню кількість матчів.
На початку сезону 1974/75 років зіграв у Суперкубку Англії проти «Ліверпуля», але знову трофей здобув суперник, вигравши в серії пенальті. Пізніше Гарві отримав травму в автокатастрофі і пропустив решту сезону, а його заміняв дублер Девід Стюарт, через що Гарві пропустив в тому числі Фінал Кубка європейських чемпіонів 1975 з «Баварією» (0:2). Після відновлення від травми Гарві повернувся до основи, але клуб вже втратив свої лідируючі позиції.
1980 року Гарві перейшов у канадський «Ванкувер Вайткепс», що грав у NASL, але ще одна автомобільна аварія не дозволила Девіду стати основним воротарем і за 3 сезони він провів лише 19 ігор.
На початку 1983 року Гарві повернувся до «Лідс Юнайтед», що на цей час грав вже у другому дивізіоні, і провів у клубі наступні два роки як основний воротар, але повернути команду до еліти не зумів. Гарві провів загалом протягом кар'єри понад 400 матчів за «Лідс Юнайтед» і 1985 року остаточно покинув команду.
Надалі Гарві грав за нижчолігові англійські та шотландські клуби, але ніде надовго не затримувався. Завершив ігрову кар'єру у команді «Гаррогейт Таун», за яку виступав протягом 1987 року.

## Виступи за збірну
15 листопада 1972 року дебютував в офіційних матчах у складі національної збірної Шотландії в відбірковому матчі до чемпіонату світу 1974 року проти збірної Данії, що завершився з рахунком 2:0. 
У складі збірної був учасником чемпіонату світу 1974 року у ФРН, на якому провів всі три матчі шотландської збірної, в яких пропустив всього один гол, але цього не вистачило для виходу з групи.
Загалом протягом кар'єри у національній команді, яка тривала 5 років, провів у її формі 16 матчів.

## Титули і досягнення
- Чемпіон Англії (2):

«Лідс Юнайтед»: 1968–69, 1973–74
- Володар Кубка Англії (1):

«Лідс Юнайтед»: 1971–72
- Володар Кубка англійської ліги (1):

«Лідс Юнайтед»: 1967–68
- Володар Суперкубка Англії з футболу (1):

«Лідс Юнайтед»: 1969
- Володар Кубка ярмарків (2):

«Лідс Юнайтед»: 1967–68, 1970–71